# 大河 (扒河)
大河，又称扒河，位于中国云南省中部，是扒河左岸支流，发源于安宁市禄脿街道秧田冲，向东流至安宁市草铺街道邵九村转向南流，至易门县六街街道白泥田汇入扒河。全长31.1公里，流域面积319.4平方公里。